# Młynarze (powiat wyszkowski)
Młynarze – wieś w Polsce, położona w województwie mazowieckim, w powiecie wyszkowskim, w gminie Zabrodzie. Ma status sołectwa.
W latach 1975–1998 wieś należała administracyjnie do województwa ostrołęckiego.
Wieś leży w międzyrzeczu rzek Bug i Fiszor. Okalają ją tereny rekreacyjne i działki własnościowe położone nad brzegiem Bugu. Liczba działkowiczów znacznie przekracza liczbę mieszkańców.  
Od grudnia 2006 roku działa we wsi Stowarzyszenie "Nasze Nadbużańskie Młynarze".
W Młynarzach znajduje się Stary Cmentarz Ewangelicki, na którym w XIX i na początku XX wieku chowano ówczesnych mieszkańców Młynarzy. Obecnie znajduje się tam jeden nagrobek z napisami w języku niemieckim oraz dwa drewniane krzyże. Na nagrobku widnieje imię i nazwisko: Wilhelm Nehrling oraz data śmierci 1889 rok. W roku 2007 z inicjatywy stowarzyszenia ,,Nasze Nadbużańskie Młynarze" na terenie cmentarza została postawiona tablica informacyjna oraz zostały wywiezione śmieci. Mimo to obecny stan cmentarza jest bardzo zły. Wymaga on natychmiastowego ogrodzenia, aby zapobiec dewastacji.
Wierni Kościoła rzymskokatolickiego należą do parafii Świętej Trójcy w Niegowie.